# تخته بادپناه

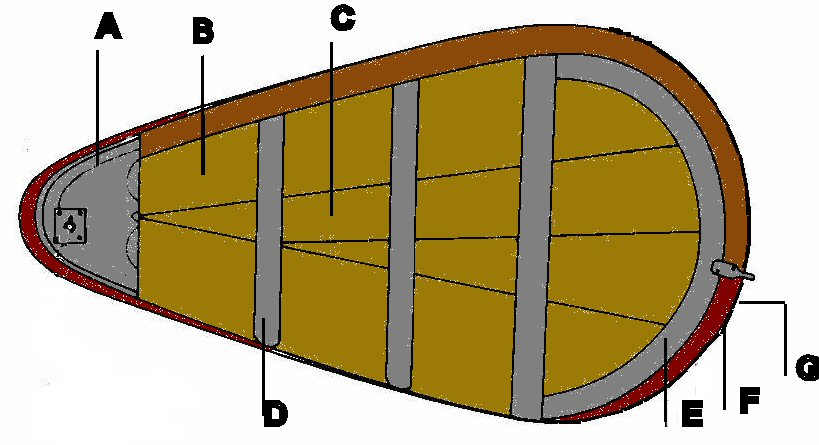
اجزای تخته بادپناه جانبی: A: سرتخته، B: چوب بالا، C: چوب زبانه، D: چوب زیر، E: میله فنری، F: زه آهنی، G: ساعت شنی آهنی

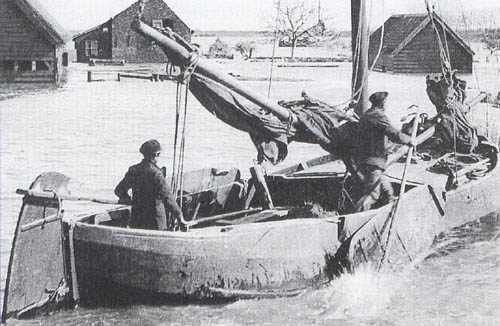
قایق بادبانی با تخته‌های جانبی، حدود سال ۱۹۲۶

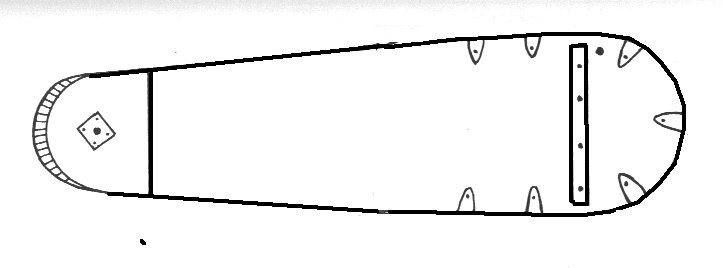
تخته بادپناه دریایی

تختهٔ بادپناه (انگلیسی: Leeboard) ابزاری متحرک در قایق‌های بادبانی است که به جای مازهٔ ثابت استفاده می‌شود و به قایق کمک می‌کند از حرکت جانبی در برابر باد جلوگیری کند. برخلاف مازه‌های ثابت، تخته بادپناه معمولاً وزنه تعادل ندارد و نقش متعادل‌کننده ندارد.

## انواع
سه نوع اصلی از تخته بادپناه وجود دارد:
- تخته میانی
- تخته فروبردنی
- تخته جانبی

تخته جانبی معمولاً در دو طرف بدنه قایق نصب می‌شود و در قایق‌های کوچک‌تر ممکن است تنها یک تخته نصب شود. این تخته‌ها عمدتاً در قایق‌های کف‌صاف و قدیمی به‌کار می‌روند.

## کارکرد
تخته جانبی زمانی که در سمت بادگیر پایین آورده شود، به قایق کمک می‌کند تا در برابر حرکت جانبی مقاومت کرده و در آب‌های کم‌عمق یا هنگام خشک شدن قایق مفید باشد. هنگام تغییر جهت باد، تخته سمت بادگیر باید بالا کشیده شود و تخته دیگر پایین آورده شود.

## طراحی
تخته بادپناه معمولاً دارای سطح بیرونی مقعر و داخلی محدب است که شبیه یک بال عمل کرده و نیروی بالابری تولید می‌کند. برخی از قایق‌های بزرگ‌تر مانند کشتی‌های تجاری، تخته‌هایی صاف‌تر و عریض‌تر دارند، اما قایق‌های ماهیگیری معمولاً از تخته‌های باریک‌تر و بلندتر استفاده می‌کنند.

## تاریخچه
استفاده از تخته بادپناه در مناطق مختلفی از اروپا مانند دریای بالتیک، سواحل شمالی فرانسه و انگلستان رایج بوده است. این ابزار در قرن ۱۶ میلادی توسط هلندی‌ها از چینی‌ها الهام گرفته شد و سپس در اروپا توسعه یافت. چینی‌ها در جُنگ‌های خود از آن بهره می‌گرفتند.
تخته بادپناه به دلیل امکان استفاده در آب‌های کم‌عمق و عدم نیاز به مازه ثابت، به سرعت در هلند و سایر مناطق اروپا رایج شد و به ویژه در بازرگانی دریایی داخلی و خارجی نقش مهمی داشت.